# Nuevo Santa Rosa
Nuevo Santa Rosa är en ort i Mexiko.   Den ligger i kommunen Ignacio de la Llave och delstaten Veracruz, i den sydöstra delen av landet, 300 km öster om huvudstaden Mexico City. Nuevo Santa Rosa ligger 10 meter över havet och antalet invånare är 234.
Terrängen runt Nuevo Santa Rosa är mycket platt. Runt Nuevo Santa Rosa är det glesbefolkat, med 12 invånare per kvadratkilometer. Omgivningarna runt Nuevo Santa Rosa är en mosaik av jordbruksmark och naturlig växtlighet.